# Transformers Animated
Transformers Animated è una serie televisiva a cartoni animati prodotto da Cartoon Network Studios e Hasbro e basato sulla linea di giocattoli Transformers.
La serie del 2007, è composta da 3 stagioni per 42 episodi complessivi ed è approdata per la prima volta in televisione come 5ª serie del cartone Transformers.
In Italia è stata trasmessa per la prima volta su Italia 1 e Cartoon Network a partire da settembre 2008.

## Trama

### Prima Stagione
Nella prima stagione, il gruppo di Optimus Prime, lavorando a un Ponte Spaziale, si imbatte nell'Allspark, il cristallo che ha dato vita a tutti i Cybertroniani, e vengono inseguiti da Megatron e da alcuni Decepticon che vogliono impossessarsi dell'Allspark. Starscream prova a distruggere Megatron, che nel frattempo lotta con gli Autobot per l'Allspark: nella colluttazione, la nave degli Autobot e Megatron si schiantano sulla Terra, a Detroit. Cinquant'anni dopo, gli autobot si risvegliano, e nel frattempo l'inventore Isaac Sumdac sfrutta la tecnologia cybertroniana, crackando la memoria nella testa del diabolico Megatron che ha trovato: il Decepticon si finge amico degli Autobot (che intanto stanno difendendo Detroit dai criminali e si fanno amica Sari, figlia di Sumdac) e lavora con Isaac Sumdac, per ricostruire il suo corpo. Infine, i Decepticon Lugnut e Blitzwing riescono a far rivivere Megatron con la chiave rubata a Sari. Megatron, una volta giustiziato Starscream combatte per vincere contro gli Autobot, il che finisce con Isaac Sumdac catturato, e l'Allspark apparentemente distrutto, con i suoi frammenti sparsi in tutta la città di Detroit.

### Seconda Stagione
Nella seconda stagione, la Guardia d'Elite degli Autobot (composta da Ultra Magnus, Sentinel Prime e Jazz) è venuta sulla Terra per recuperare l'Allspark: mentre Starscream è risuscitato da un frammento di Allspark, la Guardia d'Élite scopre l'attività dei Decepticon sul pianeta, così come i frammenti di Allspark e cattura momentaneamente Starscream. Durante tutta la stagione, gli Autobot hanno continuano a recuperare i frammenti di Allspark, e nel frattempo incontrano nuovi amici e nemici. Nel frattempo, i Decepticon sotto la guida ripristinata di Megatron costruiscono un ponte spaziale per raggiungere Cybertron. La stagione finisce con la squadra di Optimus che, guidati dalla spia Autobot Blurr scovano i Decepticon, lottano con questi per fermare il Ponte, e contro Starscream che vuole di nuovo spodestare Megatron e sopprimere gli Autobot: Megatron e Starscream sono sconfitti ancora, e compaiono gli Autobot Blurr e Omega Supreme (che si è rivelato essere la nave Autobot). Un ufficiale della Guardia d'Élite, Longarm Prime, intanto si rivela come Shockwave, spia di Megatron, che per non essere scoperto aveva fatto ricadere l'accusa di spionaggio sull'Autobot Wasp. Nel frattempo, Sari scopre che non esiste prova dell'essere la figlia di Sumdac, né dell'esistenza di lei, quindi viene sfrattata dalla Torre Sumdac, peraltro alla fine della stagione, Sari scopre che non è solo un essere umano, ma un essere Cybertroniano.

### Terza Stagione
I diabolici Decepticon stanno combattendo contro gli Autobot per il controllo di ponti spazio ovunque, nella speranza di unirsi in un'invasione che Megatron aveva pianificato appena risorto. Megatron e Starscream sono presto liberati dalle profondità dello spazio e riescono a prendere il controllo di Omega Supreme. Nel frattempo, viene rivelato che Sari è un tecno-organico: si tratta di una protoforma ("struttura di base" di un Cybertroniano) che è caduta sulla Terra, appena scoperta da Sumdac aveva assorbito il DNA di questi. Megatron e Starscream tornano sulla Terra e tentano invano di uccidere gli Autobot. Isaac Sumdac e Bulkhead continuano a lavorare su un Ponte Spaziale e Wasp, evaso di galera, arriva sulla Terra per vendicarsi di Bumblebee. Ultra Magnus, Comandante degli Autobot, vien aggredito da Shockwave, che rivela la doppia identità di questo. Sentinel Prime, che era venuto sulla Terra per catturare Wasp, torna su Cybertron con Lugnut catturato, Blitzwing, il commerciante di armi, Swindle e due cloni Starscream, ma Lugnut e Swindle fuggono e Lugnut trova Megatron, Starscream e Omega Supreme. Shockwave porta loro l'Autobot Arcee (che dispone dei codici per attivare Omega Supreme) e presto creano tre cloni di Omega Supreme a somiglianza di Lugnut. Nella battaglia finale, Prowl e Starscream muoiono durante la ricostruzione dell'Allspark e Megatron viene catturato e portato su Cybertron dagli Autobot e Sari, che sono acclamati come eroi al loro arrivo.

## Personaggi

### Autobot (membri principali)
- Optimus Prime - motrice dei vigili del fuoco (in origine camion cybertroniano); leader di una piccola squadra di Autobot addetti alla riparazione di ponti spaziali ed ex membro della Guardia d'Élite Autobot, di cui mantiene ancora il titolo attribuitogli nonostante non ne faccia più parte per via di passate divergenze con Sentinel Prime. Giovane e privo di esperienza militare, si dimostra comunque un leader giusto e amato dai suoi compagni, nonostante non sia esente dal commettere errori di giudizio o di comportamento. Sembra provare sentimenti per Blackarachnia, essendo ancora legato alla sua identità originale di Elita One, un tempo sua compagna nella Guardia d'Élite. Doppiato in italiano da Marco Balzarotti.
- Bulkhead - veicolo corazzato militare ad uso civile (in origine cingolato corazzato cybertroniano); il più grande e possente della squadra di Optimus, ma dal carattere ingenuo e amichevole, è il migliore amico di Bumblebee, nonostante siano agli opposti per temperamento e stazza. Fa presto amicizia anche con Sari, alla quale è particolarmente attaccato. Nonostante l'apparente stupidità, nel finale della seconda stagione, si scopre essere il più grande esperto (autodidatta) di ponti spaziali di Cybertron, fattore per il quale nella terza stagione entra spesso in conflitto con il professore Sumdac. Il suo nome gli è stato attribuito da Sentinel Prime (allora Sentinel Minor) durante l'addestramento per la Guardia d'Élite, da cui venne cacciato assieme a Bumblebee. Doppiato in italiano da Lorenzo Scattorin.
- Bumblebee - mini city car (in origine mini auto da corsa cybertroniana);  il membro fisicamente più piccolo e giovane della squadra di Optimus e migliore amico di Bulkhead e di Sari, particolarmente impaziente e immaturo e sempre pronto all'azione. Il suo nome gli venne attribuito da Sentinel durante l'addestramento per la Guardia d'Élite, dove conosce Bulkhead e Wasp, che in seguito denunciò come spia dei Decepticon secondo un inganno ordito dal compagno Longarm (ovvero Shockwave). In seguito, assieme a Bulkhead, venne cacciato dopo essersi preso la responsabilità per un incidente provocato da quest'ultimo. Doppiato in italiano da Renato Novara.
- Ratchet - auto ambulanza; (in origine veicolo d'emergenza cingolato). Il più anziano della squadra di Optimus e reduce della Grande Guerra contro i Decepticon, è il medico della squadra, caratterizzato da una personalità scorbutica e generalmente antipatica. Nonostante ciò, dimostra di tenere molto ai suoi compagni, in particolare Optimus, che ammira i suoi ricordi della Guerra. Ha una rivalità di lunga data con il cacciatore di taglie, Lockdown, che gli rubò il generatore EMP e deturpò parte del suo volto, e sembra essere particolarmente legato ad Arcee, alla quale gli salvò la vita durante la Guerra. Doppiato in italiano da Stefano Albertini.
- Prowl - motocicletta della polizia stradale (in origine moto cybertroniana); calmo e riflessivo, è il membro più nuovo e maturo della squadra di Optimus. È un grande amante della natura della Terra (tanto dal ritrovarsi particolarmente a suo agio quando "trasformato" in umano in una simulazione) e della tranquillità, spesso interrotta dalle buffonate di Bumblebee e Sari. Un abile cyber ninja, un tempo era adepto di Yoketron, morto a causa del tradimento del compagno Lockdown. Perde la vita nell'ultimo episodio della serie, in cui si sacrifica per aiutare il compagno Jazz a ricomporre l'Allspark, ma se fosse stata prodotta una quarta stagione, il suo fantasma sarebbe ricomparso per aiutare gli Autobot nella guerra contro Megatron. La sua forma veicolo è significativamente più piccola della sua stazza normale, in linea con la sua filosofia stealth; inoltre, per mimetizzarsi nel traffico terrestre, usa un proiettore di ologrammi simile a quello posseduto da Hound/Canguro della G1, che raffigura un poliziotto umano identico a quello che verrà da lui impersonato nelle puntate "Human Error, Part 1" e "Human Error, Part 2", della 3º stagione. Doppiato in italiano da Gianluca Iacono.
- Omega Supreme - arma d'avanguardia degli Autobot assomigliante all'omonimo della serie G1, che si trasforma in astronave della divisione terrestre, assomigliante all'Arca della serie G1; verrà riattivato come robot senziente da Ratchet, che ne è il primo responsabile. Durante la terza stagione, finisce temporaneamente sotto il controllo dei Decepticon, che in seguito tenteranno di crearne cloni con la personalità di Lugnut. Doppiato in italiano da Pietro Ubaldi.

#### Dinobot (Autobot)
- Grimlock - tirannosauro - (capo dei Dinobot e l'unico in grado di parlare). Doppiato in italiano da Mario Zucca.
- Snarl - triceratopo.
- Swoop - pterodattilo.

All'inizio, semplici animatroni di un parco, in seguito alle riparazioni fatte dal Professor Sumdac dietro consiglio di Megatron e le energie della chiave di Sari, sono diventati esseri senzienti e generalmente neutri, seppur dotati di scarsa intelligenza e astuzia. Grimlock in particolare si invaghisce di Blackarachnia, che lo sfrutterà per i suoi piani, mentre Snarl diventa temporaneamente l'animale da compagnia di Scrapper (che in origine voleva chiamarlo Slag come la sua controparte della G1, temendo però che potesse "prenderlo come un insulto": ciò è dovuto al fatto che, in territorio anglosassone, "slag" può essere davvero interpretato come un insulto).

#### Guardia d'Élite degli Autobot
- Ultra Magnus - veicolo militare lanciamissili; comandante della Guardia d'Élite, nella sua prima comparsa sulla Terra, si fa subito rispettare dai Dinobot mostrando la sua potenza. Nonostante sia stato lui stesso a cacciare Optimus dalla Guardia, nutre comunque grande rispetto e speranze nei suoi confronti e nella sua squadra. Viene attaccato a tradimento da Shockwave durante la terza stagione, rimanendo attaccato al supporto vitale e sostituito da Sentinel Prime per il resto della serie; se una quarta stagione fosse stata prodotta, è stato dichiarato che sarebbe eventualmente morto per le ferite ricevute. Doppiato in italiano da Riccardo Rovatti.
- Sentinel Prime - pick up spazzaneve; estremamente spocchioso e arrogante, soprattutto con l'ex compagno Optimus Prime, verso il quale prova rancore per non aver salvato Elita One/Blackarachnia (allora Autobot) da dei ragni alieni sul pianeta Archa 7. È mal sopportato sia da Ultra Magnus che dal suo diretto sottoposto, Jazz, che dichiara di "desintonizzarsi metà delle volte in cui parla". Mostra, come gran parte dei cybertroniani, una sorta di fobia per gli organici, che non vuole assolutamente vicino a lui. Sostituisce temporaneamente Magnus quando quest'ultimo viene attaccato da Shockwave, mostrando il peggio della sua pomposità e arroganza. Doppiato in italiano da Massimiliano Lotti
- Jazz - raffinata auto sportiva bianca derivata dal design terrestre; è un ninja cybertroniano, altamente addestrato e dall'armamentario tecnologicamente avanzato, caratterizzato dal pensiero intellettuale indipendente, tanto da mal sopportare Sentinel Prime e in seguito a disobbedirgli e unirsi alla squadra di Optimus; uno dei tre principali membri della Guardia d'Élite, giunge sulla Terra assieme ad Ultra Magnus e a Sentinel Prime per cercare i frammenti dell'Allspark. Diventa particolarmente amico di Prowl, anche lui un cyber ninja, e lo aiuta nel finale della terza stagione a ricomporre l'Allspark assistendo impotente al sacrificio di quest'ultimo. Se fosse stata prodotta una quarta stagione, è stato dichiarato che sarebbe diventato membro fisso della squadra di Optimus assieme ad Ironhide.
- Blurr - auto sportiva; velocissimo agente dell'Intelligence degli Autobot, dotato di rapidità estrema nei movimenti e anche nel parlare, rimasto appostato sulla Terra per un intero decennio nel tentativo di trovare una misteriosa spia dei Decepticon, che si rivelerà essere Shockwave. Viene apparentemente ucciso proprio dal doppio agente Shockwave/Longarm Prime per aver smascherato la sua infiltrazione, ma in seguito riportato in vita nello script reading "The Return of Blurr" tenuto durante la BotCon del 2015. Doppiato in italiano da Davide Garbolino.
- Jetfire e Jetstorm - velivoli spaziali; due giovani Autobot gemelli creati con i dati di Starscream mentre era prigioniero degli Autobot, si combinano per formare Safeguard. Nella versione originale, parlano con uno spiccato accento russo.
- Alpha Trion - incapace di trasformarsi perché è appartenente alla prima generazione di Autobot, fa parte dell'Alto Consiglio degli Autobot.
- Ironhide - mezzo corazzato cybertroniano; membro della Guardia d'Élite e un tempo amico di Wasp, era solito bullizzare Bulkhead e Bumblebee. Il nome gli è stato dato da Sentinel per la sua capacità di rivestire il suo corpo di una corazza di metallo. Se fosse stata prodotta una quarta stagione, avrebbe sostituito Bulkhead nel team di Optimus acquisendo una forma terrestre simile a quella di Sentinel Prime.
- Cliffjumper - mini auto cybertroniana; costruito con lo stesso chassis di Bumblebee, è di colore rosso e ha un copricapo più corazzato e con corna più lunghe rispetto a Bumblebee.
- Rodimus - auto cybertroniana, membro del Team Athenia.
- Brawn - pick up cybertroniano, membro del Team Athenia.
- Hot Shot - auto cybertroniana, membro del Team Athenia.
- Red Alert - ambulanza cybertroniana, membro del Team Athenia. fa parte dell'équipe che costruì Jetfire e Jetstorm.
- Warpath - carro armato cybertroniano, compare solo nei flashback di Prowl.
- Yoketron (Master) - auto sportiva cybertroniana (secondo quanto afferma lo show designer Derrick Wyatt); appare solo nei flashback di Prowl, ed è stato maestro anche di Lockdown, il quale lo ucciderà; Yoketron è raffigurato anche in un busto del suo stesso dojo.
- Perceptor - mezzo di trasporto con strumento di ingrandimento ottico, compare solo nei flashback di Ratchet; fa parte dell'équipe che costruirà Omega Supreme, Jetfire e Jetstorm.
- Wheeljack - compare solo nei flashback di Ratchet; fa parte dell'équipe che costruirà Omega Supreme, Jetfire e Jetstorm.
- Highbrow - compare solo nei flashback di Ratchet; fa parte dell'équipe che costruirà Omega Supreme; verrà ucciso e sostituito da Shockwave per infiltrarsi nella Guardia d'Élite.
- Mainframe - incapace di trasformarsi (nel progetto di Derrick Wyatt si trasforma in un supercomputer stile modello Cray), compare solo nei flashback di Ratchet; fa parte dell'équipe che costruirà Omega Supreme.
- Metroplex - centro di comando della Guardia d'Élite Autobot e dell'Alto Consiglio.

#### Guardia d'Élite degli Autobot (busti raffigurati nel dojo di Yoketron, dai flashback di Prowl)
- Dai Atlas.
- Devcon.
- Grandus.
- Heavy Load.
- Kick-Off.
- Motorarm.
- Powerhug.
- Road Rocket.
- Roadhandler.
- Springer.
- Star Saber.
- Star Upper.
- Sky Garry.
- Tap-Out.

### Altri Transformer Autobot
- Wreck Gar/Pattumiera - camion dell'immondizia; un transformer creato tramite un frammento dell'Allspark con le idee confuse e facilmente influenzabile, comparso solo in due episodi della seconda e della terza stagione. All'inizio pensa di essere un Autobot, poi un Decepticon e infine di nuovo un Autobot, identità assodata grazie alle parole di scuse di Ratchet (che, a causa dei danni causati dai suoi modi poco ortodossi, lo aveva insultato dichiarando che non sarebbe mai stato un Autobot o un eroe) e a Sari, che lo fa diventare parte del suo team temporaneo per combattere Soundwave. Doppiato in italiano da Claudio Moneta e in inglese da "Weird Al" Yankovic, in riferimento all'utilizzo del suo singolo Dare to Be Stupid nella scena in cui lo stesso Wreck-Gar appare in Transformers - The Movie.
- Arcee - un tempo insegnante e in seguito agente dell'Intelligence degli Autobot. La sua personalità, insieme ai suoi ricordi e al codice per attivare Omega Supreme contenuto nella sua mente, verrà formattata accidentalmente dal generatore EMP di Ratchet usato da Lockdown, venendo però ripristinata alla fine della terza stagione.
- Sideswipe - auto cybertroniana; anziano investigatore in servizio al Comando di Difesa della Polizia cybertroniana nella città di Iacon sul pianeta Cybertron, pattuglia le strade per mantenere l'ordine affiancato dalla giovane recluta Cheetor. Lui e il compagno compaiono solo nello script reading "The Stunti-Con Job" avvenuto alla BotCon del 2011.
- Cheetor - auto da corsa cybertroniana; giovane recluta del Comando di Difesa della Polizia cybertroniana nella città di Iacon, presta servizio facendo coppia con l'anziano ed esperto agente investigatore Sideswipe, dal quale ha molto da imparare. Il suo nome e design sono un palese riferimento al personaggio di Cheetor/Ghepard di Beast Wars. Appare solo nello script reading "The Stunti-Con Job" avvenuto alla BotCon del 2011.

### Decepticon (membri principali)
- Megatron - elicottero a doppia elica frontale (in origine astronave cybertroniana); leader assoluto dei Decepticon fin dai tempi della Guerra, bandito da Cybertron assieme ai suoi compagni. Inseguendo la squadra di Optimus per ottenere l'Allspark, precipita sulla Terra gravemente danneggiato e finisce per disattivarsi, per poi essere ritrovato da un giovane professor Sumdac e tenuto per i successivi 50 anni nel suo laboratorio, ridotto solamente ad una testa e un braccio e utilizzato per produrre la tecnologia della Sumdac Systems tramite reverse engineering. Riattivatosi e in cerca di vendetta, inganna più volte Sumdac convincendolo di essere un Autobot per farsi costruire un nuovo corpo, che diventa operativo solo alla fine della prima stagione. Dopo essersi occupato del traditore Starscream, riprende subito il comando dei Decepticon, utilizzandoli per rubare i frammenti dell'Allspark e in seguito per costruire enormi copie di Omega Supreme con la personalità di Lugnut, il più fedele dei suoi seguaci. Alla fine della terza stagione, viene sconfitto da Optimus e arrestato, ma se fosse stata prodotta una quarta stagione, è stato dichiarato che sarebbe fuggito e, ripreso il comando dei Decepticon, assunto una nuova forma triple-changer. Doppiato in italiano da Raffaele Farina.
- Starscream - velivolo da guerra; il diretto sottoposto di Megatron, che però tradisce continuamente per prendere il controllo dei Decepticon al posto suo; proprio un attentato alla sua vita tramite un esplosivo piazzato sul suo corpo causa la venuta di Megatron sulla Terra e gli eventi che portano all'inizio della serie stessa. Viene successivamente ucciso da Megatron, ma riesce a mantenersi in vita tramite una scheggia dell'Allspark incastrata nella sua fronte, che gli impedisce di morire. Decide quindi di creare una piccola armata di suoi cloni, ognuno rappresentante parte della sua personalità e chiamati come i vari giocattoli della G1 che utilizzavano il suo stesso stampo, finendo però per essere ridotto a una testa ancora in vita. Nella terza stagione, ritorna sotto il controllo di Megatron e ottiene un nuovo corpo, finendo, tuttavia, per morire definitivamente nel finale quando il frammento dell'Allspark che lo teneva in vita viene rimosso. Doppiato in italiano da Daniele Demma.
- Blitzwing - jet militare/carro armato; triple-changer e uno dei principali membri dei Decepticon, provvisto di tre distinte personalità associate a tre diversi aspetti fisici del volto, che cambia in rotazione tenendo fissa la testa: una fredda e distaccata che lo fa trasformare in jet, una costantemente infuriata con spiccato accento tedesco che lo fa trasformare in carro armato e una buffa e imprevedibile. In alcuni concept della quarta stagione, mai portata a termine, si sarebbe esplorato il passato di Blitzwing e, in particolare, l'operazione eseguita da Blackarachnia che lo avrebbe portato a diventare un triple-changer. Doppiato in italiano da Giorgio Bonino.
- Lugnut - bombardiere; il servo più fedele di Megatron, che elogia e adula in continuazione, spesso portando al non essere sopportato né dai compagni né dallo stesso leader. Nonostante il suo attaccamento alla causa dei Decepticon, è fondamentalmente ingenuo e leggermente stupido, incapace di vedere nulla se non dal punto di vista di Megatron. Durante la terza stagione, mostra una marcata gelosia nei confronti di Shockwave, che teme possa sostituirlo come il "preferito" di Megatron. Doppiato in italiano da Pietro Ubaldi.
- Blackarachnia - ragno tecno-organico (in origine auto cybertroniana); in origine un'Autobot di nome Elita One avente l'abilità di assorbire le tecniche altrui, era membro della Guardia d'Élite degli Autobot assieme a Sentinel e a Optimus, ma venne contaminata da alcuni ragni alieni durante una missione non autorizzata da cui assunse parzialmente la natura organica. Dando la colpa a entrambi per averla lasciata a morire, si unisce ai Decepticon in cerca di vendetta, assumendo il ruolo di scienziata e inventrice nella squadra di Megatron, con l'obiettivo principale di riassumere la sua forma originale. A tal proposito nella terza stagione, inizia a sperimentare sui tecno-organici, trasformando Wasp nel mostruoso Waspinator. In un'eventuale quarta stagione, avrebbe dato vita alla fazione dei Predacon; inoltre, in un episodio mai prodotto dal titolo "Trukk vs. Munky" (riferimento a "Trukk not Munky", un termine derisorio usato dai fan di Transformers per identificare i detrattori di Beast Wars), Derrick J. Wyatt ha dichiarato che avrebbe creato un clone imperfetto di Optimus Prime di nome Primal Major (evidente riferimento a Optimus Primal/Black Jack di Beast Wars).
- Wasp/Waspinator - vespa bio-meccanica (in origine auto cybertroniana, identica a Bumblebee); inizialmente un Autobot arrogante e antipatico, simile a Bumblebee per aspetto e abilità e da quest'ultimo erroneamente accusato di essere una spia Decepticon (che poi si scoprirà essere Longarm/Shockwave), finendo per impazzire in prigione cominciando a parlare in terza persona e con voce "ronzante" (riferimento a Waspinator/Punginator di Beast Wars), riferendosi a Bumblebee come "Bumblebot". Tenta inizialmente di vendicarsi dell'Autobot sostituendosi a lui, ma inseguito dalla Guardia d'Élite, viene reso un tecno-organico da Blackarachnia e assume il nome di Waspinator, dichiarando a Bumblebee che, nonostante come Wasp lui accetti le sue scuse, come Waspinator non lo perdonerà mai. Viene visto per l'ultima volta ridotto a pezzi ma ancora funzionante, trascinandosi a terra. Nella mai prodotta quarta stagione, sarebbe diventato un Predacon.
- Soundwave - Toyota Scion; nasce come robo-giocattolo per Sari delle dimensioni di un uomo, poi riprogrammato da Megatron e vitalizzato dalla chiave di Sari. Facendosi convincere dal leader dei Decepticon che gli Autobot hanno "tradito" le macchine alleandosi con gli umani, si fonde con miriadi di macchine e robot terrestri ad uso civile per assumere la sua forma definitiva e riprogrammare robot e affini per vendicarsi degli esseri organici, ma viene temporaneamente quasi distrutto da Bulhkead e ne rimane solo il nucleo, avente dimensioni e forma di una radio simile alla sua forma della G1 (verrà salvato da Laserbeak per riparazioni successive, in una scena che rende omaggio a quella della serie Headmasters dove esplodeva dopo lo scontro con Blaster). Ricostruito il suo corpo fino alle precedenti dimensioni di Decepticon, Soundwave intrappola gli Autobot di Optimus in una simulazione e li ipnotizza grazie ai suoi scagnozzi Laserbeak e Ratbat, ma viene infine sconfitto da Optimus, Sari e il suo team temporaneo.
- Laserbeak - chitarra elettrica; è un falco-robot senziente fedele a Soundwave, che colpisce gli avversari con onde sonore.
- Ratbat - keytar; è un pipistrello-robot senziente fedele a Soundwave; stordisce gli avversari con onde sonoro-energetiche fino a riprogrammarli.
- Shockwave - cannone laser semovente/gru; il più fedele sottoposto di Megatron, è una spia dei Decepticon ed è conosciuto al pubblico come l'Autobot Longarm Prime, leader dell'Intelligence Cybertroniana. La sua scalata al potere cominciò ai tempi del campo di addestramento per la Guardia d'Élite, dove sfruttò Bumblebee per incastrare l'innocente Wasp come spia dei Decepticon. Contrariamente ad altre serie, è in grado di modificare la lunghezza dei propri arti ed è sprovvisto del classico cannone innestato nel braccio e inizialmente appare di colore grigio: verso la fine della terza stagione, Megatron gli darà il permesso di tornare al suo colore originale, il viola. Rimarrà insieme al gruppo principale dei Decepticon fino alla fine della terza stagione, dove verrà sconfitto e catturato da Optimus. Shockwave è a tutti gli effetti una sottospecie di 4-changer, per le sue 4 trasformazioni (sebbene da gru a cannone non ci siano notevoli differenze).

#### Cloni di Starscream
Una serie di cloni creata infondendo schegge del frammento dell'Allspark incastrato nella fronte di Starscream all'interno delle protoforme, che rappresentano nel bene e nel male parti della personalità del loro creatore. I loro nomi non vengono mai pronunciati nella serie e provengono solamente da fonti terze. I loro colori e i loro nomi sono riferimenti ai Seekers, Decepticon dal design ripreso da quello di Starscream, ma in schemi di colore diversi (come Thundercracker e Skywarp della serie classica). Nella versione originale, sono tutti doppiati da Tom Kenny, ad eccezione di Slipstream, e nell'edizione italiana da Daniele Demma: curiosamente, mentre in inglese Slipstream ha una voce femminile (fornita da Tara Strong), in italiano è doppiata da Daniele Demma con voce in falsetto.
- Sunstorm - velivolo da guerra bianco e giallo - servile.
- Skywarp - velivolo da guerra bianco, nero e viola - codardo.
- Thundercracker - velivolo da guerra bianco, blu, grigio e nero - megalomane.
- Ramjet - velivolo da guerra bianco, viola e parzialmente nero - bugiardo.
- Slipstream - velivolo da guerra viola e azzurro - sconosciuto. Curiosamente, è l'unico clone femminile di Starscream, per il quale prova un profondo odio e che giungerà a tradire.
- Dirge - velivolo da guerra giallo scuro e parzialmente marrone e viola (solo come modello giocattolo) - avido.
- Thrust - velivolo da guerra rosso scuro e nero (solo come modello giocattolo) - invidioso.

#### Decepticon del Team Chaar
- Strika - carro armato cybertroniano.
- Oil Slick - motoveicolo cybertroniano; danneggerà gravemente Rodimus Prime con una fiala di ruggine cosmica, elemento preso dalla serie G1.
- Cyclonus - jet supersonico cybertroniano.
- Blackout - elicottero gigante cybertroniano.
- Spittor - mezzo bipede armato di tentacoli.

#### Constructicon
- Mixmaster - betoniera/scavatrice.
- Scrapper - ruspa. Doppiato in italiano da Marco Pagani.
- Dirt Boss - carrello elevatore.

All'inizio i Constructicon Mixmaster e Scrapper erano dei semplici veicoli edili, ma due frammenti dell'Allspark gli diedero vita. Inizialmente erano senza simbolo di fazione e interamente di colore giallo, ma diventarono ufficialmente Decepticon verso la fine della seconda stagione e al contempo ottennero lo schema di colori verde classico dei Constructicon della G1. Dirt Boss invece è da subito un Decepticon e nasce dalla fusione di un carrello elevatore con un'unità Headmaster ad opera di un frammento dell'Allspark; l'appartenenza subitanea ai Decepticons può essere spiegata con un contagio subito dall'unità Headmaster a causa dell'aggancio con il corpo di Starscream, avvenuto ad opera del professor Sumdac. Nella terza stagione, dopo la loro sconfitta, Scrapper rimane separato dagli altri due e diventa amico del Dinobot Snarl, aiutando poi Sari a sconfiggere Soundwave. In un'eventuale quarta stagione, era stata calcolata la possibilità di riunire il gruppo e di farli trasformare nel Combiner Devastator, con Bulkhead come involontario quarto membro della squadra.

### Decepticon fuori del controllo di Megatron
- Lockdown - muscle car - (cacciatore di taglie) in un episodio ha fatto squadra con Prowl.
- Swindle - fuoristrada militare - (commerciante d'armi) nella sua prima comparsa si serve di alcuni criminali terrestri per rubare un congegno. Doppiato in italiano da Ivo De Palma.

### Esseri umani
- Prof. Isaac Sumdac.
- Sari Sumdac: figlia del Professore, si scopre in realtà un robot alla fine della seconda stagione, più precisamente un essere bio-meccanico (tecno-organico); nei primi episodi della terza stagione assume l'aspetto di una teenager avendo usato la propria chiave su di sé.
- Capitano Fanzone.

#### Criminali
- Meltdown: all'inizio era un umano di nome Prometheus Black, ma a causa di un incidente che lo ha trasformato ha acquistato il potere di sciogliere qualunque cosa.
- Headmaster: questo criminale possiede una testa di robot (unità Headmaster) e, grazie ad essa, può prendere il controllo dei robot.
- Arciere arrabbiato: un ladro vestito come Robin Hood e che si esprime come se vivesse nel medioevo.
- Prof. Principessa: una bambina super intelligente che vuole distruggere tutto ciò che non è femminile e carino. Va in giro sul suo unicorno robot Zucchero a Velo.
- Nanosec: questo criminale riesce ad essere superveloce grazie alla tuta che indossa. Se Nanosec va troppo veloce invecchia velocemente.

## Episodi
| Nº                      | Titolo italiano Giapponese 「Kanji」 - Rōmaji - Titolo inglese                                                                     | In onda          | In onda           |
| Nº                      | Titolo italiano Giapponese 「Kanji」 - Rōmaji - Titolo inglese                                                                     | USA              | Italiano          |
| Stagione 1 (16 episodi) | |                  |                   |
| 1                       | Viaggio verso l'ignoto (prima parte) 「新章!トランスフォーマー」 - Shin Fumi! Toransufōmā – "Transform and Roll Out!: Part 1"      | 26 dicembre 2007 | 20 settembre 2008 |
| 2                       | Viaggio verso l'ignoto (seconda parte) 「英雄、その名はオートボット」 - Eiyū, sononaha ōtobotto – "Transform and Roll Out: Part 2" | 26 dicembre 2007 | 27 settembre 2008 |
| 3                       | Viaggio verso l'ignoto (terza parte) 「オールスパークの秘密」 - Ōrusupāku no himitsu – "Transform and Roll Out!: Part 3"           | 26 dicembre 2007 | 4 ottobre 2008    |
| 4                       | Attacco nemico 「音波大作戦」 - Onpa dai sakusen – "Home is Where the Spark Is"                                                    | 5 gennaio 2008   | 11 ottobre 2008   |
| 5                       | Fusione totale 「ぬぐえない記憶」 - Nuguenai kioku – "Total Meltdown"                                                              | 9 febbraio 2008  | 25 ottobre 2008   |
| 6                       | Un'esplosione dal passato 「不死身のメガトロン」 - Fujimi no megatoron – "Blast From the Past"                                     | 12 gennaio 2008  | 1º novembre 2008  |
| 7                       | Il brivido della caccia 「灼熱巨人の挑戦」 - Shakunetsu Kyojin no chōsen – "Thrill of the Hunt"                                    | 19 gennaio 2008  | 8 novembre 2008   |
| 8                       | Nanosecondi 「ダイノボット誕生!」 - Dainobotto tanjō! – "Nanosec"                                                                  | 26 gennaio 2008  | 15 novembre 2008  |
| 9                       | Insetti pericolosi 「罠の時間」 - Wana no jikan – "Along Came a Spider"                                                            | 16 febbraio 2008 | 22 novembre 2008  |
| 10                      | La potenza della musica 「クモ女の影」 - Kumo on'na no kage – "Sound and Fury"                                                     | 23 febbraio 2008 | 29 novembre 2008  |
| 11                      | Oggetti smarriti 「湖底の激戦」 - Kotei no gekisen – "Lost and Found"                                                              | 1º marzo 2008    | 6 dicembre 2008   |
| 12                      | La legge del più forte 「対決!ダイノボット」 - Taiketsu! Dainobotto – "Survival of the Fittest"                                    | 8 marzo 2008     | 13 dicembre 2008  |
| 13                      | La crisi di Bulkhead 「ヘッドマスターをくいとめろ!」 - Heddomasutā o kuitomero! – "Headmaster"                                     | 15 marzo 2008    | 20 dicembre 2008  |
| 14                      | Il richiamo della natura 「死を呼ぶ宇宙怪物!」 - Shi o yobu uchūkaibutsu! – "Nature Calls"                                         | 22 marzo 2008    | 27 dicembre 2008  |
| 15                      | Megatron risorge (prima parte) 「メガトロンの復活 パート1」 - Megatoron no fukkatsu pāto 1 – "Megatron Rising: Part 1"             | 29 marzo 2008    | 3 gennaio 2009    |
| 16                      | Megatron risorge (seconda parte) 「メガトロンの復活 パート2」 - Megatoron no fukkatsu pāto 2 – "Megatron Rising: Part 2"           | 5 aprile 2008    | 10 gennaio 2009   |
| Stagione 2 (13 episodi) | |                  |                   |
| 17                      | La Guardia d'Elite 「エリートガード」 - Erītogādo – "The Elite Guard"                                                              | 12 aprile 2008   | 17 gennaio 2009   |
| 18                      | Il ritorno di Headmaster 「ヘッドマスター、ふたたび!」 - Heddomasutā, futatabi! – "Return of the Headmaster"                       | 19 aprile 2008   | 24 gennaio 2009   |
| 19                      | Missione compiuta 「爆鎮完了!」 - Bakuchin kanryō! – "Mission Accomplished"                                                        | 26 aprile 2008   | 31 gennaio 2009   |
| 20                      | Rifiuti 「レックガーの暴走」 - Rekkugā no bōsō – "Garbage In, Garbage Out"                                                         | 3 maggio 2008    | 7 febbraio 2009   |
| 21                      | I demoni della strada 「視聴率レース!」 - Shichō-ritsu rēsu! – "Velocity"                                                          | 10 maggio 2008   | 14 febbraio 2009  |
| 22                      | Due amici per Bulkhead 「スクラッパーとミックスマスター」 - Sukurappā to mikkusumasutā – "Rise of the Constructicon"               | 17 maggio 2008   | 21 febbraio 2009  |
| 23                      | La potenza non è tutto 「増殖する敵」 - Zōshoku suru teki – "A Fistful of Energon"                                                 | 24 maggio 2008   | 28 febbraio 2009  |
| 24                      | Banda di criminali 「スィンドルの策略」 - Su~indoru no sakuryaku – "S.U.V. - Society of Ultimate Villainy"                         | 31 maggio 2008   | 7 marzo 2009      |
| 25                      | Antichi dissapori 「ダブルエージェント」 - Daburuējento – "Autobot Camp"                                                           | 7 giugno 2008    | 14 marzo 2009     |
| 26                      | Venerdì nero 「クモ女の心」 - Kumo on'na no kokoro – "Black Friday"                                                                | 14 giugno 2008   | 21 marzo 2009     |
| 27                      | Il coraggio di Sari 「サリの留守番」 - Sari no rusuban – "Sari, No One's Home"                                                     | 21 giugno 2008   | 28 marzo 2009     |
| 28                      | Un ponte troppo vicino (prima parte) 「それぞれの思惑」 - Sorezore no omowaku – "A Bridge Too Close: Part 1"                       | 28 giugno 2008   | 4 aprile 2009     |
| 29                      | Un ponte troppo vicino (seconda parte) 「強大なる力」 - Kyōdainaru chikara – "A Bridge Too Close: Part 2"                          | 28 giugno 2008   | 11 aprile 2009    |
| Stagione 3 (13 episodi) | |                  |                   |
| 30                      | 「サリの秘密」 - Sari no himitsu – "Transwarped: Part 1"                                                                           | 14 marzo 2009    |                   |
| 31                      | 「サリ、トランスフォーム!?」 - Sari, toransufōmu!? – "Transwarped: Part 2"                                                         | 14 marzo 2009    |                   |
| 32                      | 「メガトロンの襲来」 - Megatoron no shūrai – "Transwarped: Part 3"                                                                 | 14 marzo 2009    |                   |
| 33                      | 「強気なダートボス」 - Tsuyokina dātobosu – "Three's a Crowd"                                                                      | 21 marzo 2009    |                   |
| 34                      | 「ワスプの復讐」 - Wasupu no fukushū – "Where is Thy Sting?"                                                                       | 28 marzo 2009    |                   |
| 35                      | 「師匠の形見」 - Shishō no katami – "Five Servos of Doom"                                                                          | 4 aprile 2009    |                   |
| 36                      | 「悲しき生命体」 - Kanashiki seimei-tai – "Predacons Rising"                                                                       | 11 aprile 2009   |                   |
| 37                      | 「人間になったオートボット」 - Ningen ni natta ōtobotto – "Human Error: Part 1"                                                    | 18 aprile 2009   |                   |
| 38                      | 「ヴァーチャルリアリティの罠」 - Vu~ācharuriariti no wana – "Human Error: Part 2"                                                  | 25 aprile 2009   |                   |
| 39                      | 「宇宙船を追跡せよ」 - Uchūsen o tsuiseki seyo – "Decepticon Air"                                                                  | 2 maggio 2009    |                   |
| 40                      | 「ファンゾーン、サイバトロン星へ行く」 - Fanzōn, saibatoron hoshi e iku – "This is Why I Hate Machines"                            | 9 maggio 2009    |                   |
| 41                      | 「翔びたて!オプティマスプライム」 - Tobi-tate! Oputimasupuraimu – "Endgame: Part 1"                                                | 16 maggio 2009   |                   |
| 42                      | 「最終決戦!メガトロンを制圧せよ」 - Saishū kessen! Megatoron o seiatsu seyo – "Endgame: Part 2"                                    | 23 maggio 2009   |                   |

## Doppiaggio
| Personaggio         | Doppiatore americano                                             | Doppiatore giapponese                  | Doppiatore italiano                                   |
| ------------------- | ---------------------------------------------------------------- | -------------------------------------- | ----------------------------------------------------- |
| Optimus Prime       | David Kaye                                                       | Hiroki Takahashi                       | Marco Balzarotti                                      |
| Bumblebee           | Bumper Robinson                                                  | Daisuke Kishio                         | Renato Novara                                         |
| Bulkhead            | Bill Fagerbakke                                                  | Kenta Miyake                           | Pietro Ubaldi                                         |
| Prowl               | Jeff Bennett                                                     | Kōji Yusa                              | Gianluca Iacono                                       |
| Ratchet             | Corey Burton                                                     | Toru Ohkawa                            | Stefano Albertini                                     |
| Megatron            | Corey Burton                                                     | Norio Wakamoto                         | Raffaele Farina                                       |
| Starscream          | Tom Kenny                                                        | Jin Yamanoi                            | Daniele Demma                                         |
| Blitzwing           | Bumper Robinson                                                  | Cho                                    | Giorgio Bonino                                        |
| Lugnut              | David Kaye                                                       | Kentarō Itō                            | Pietro Ubaldi                                         |
| Blackarachnia       | Cree Summer                                                      | Ryoka Yuzuki                           | Marcella Silvestri                                    |
| Sari Sumdac         | Tara Strong                                                      | Satomi Akesaka                         | Tosawi Piovani                                        |
| Isaac Sumdac        | Tom Kenny                                                        | Takashi Nagasako                       | Oliviero Corbetta                                     |
| Lockdown            | Lance Henriksen                                                  | Akio Ohtsuka                           | Pietro Ubaldi (1ª stagione) Marco Balbi (2ª stagione) |
| Soundwave           | Jeff Bennett                                                     | Nobuo Tobita                           |                                                       |
| Grimlock            | David Kaye                                                       | Keiji Fujiwara                         | Mario Zucca                                           |
| Sentinel Prime      | Townsend Coleman                                                 | Junichi Suwabe                         | Pietro Ubaldi (ep. 1) Massimiliano Lotti              |
| Ultra Magnus        | Jeff Bennett                                                     | Banjou Ginga                           | Riccardo Rovatti                                      |
| Jazz                | Phil LaMarr                                                      | Hideo Ishikawa                         | Gabriele Calindri                                     |
| Blurr               | John Moschitta                                                   | Takahiro Sakurai                       | Davide Garbolino                                      |
| Wreck-Gar           | "Weird Al" Yankovic                                              | Mitsuo Iwata                           | Claudio Moneta                                        |
| Swindle             | Fred Willard                                                     | Nobutoshi Canna                        | Ivo De Palma                                          |
| Scrapper            | Tom Kenny                                                        | Masashi Endo                           | Marco Pagani                                          |
| Mixmaster           | Jeff Bennett                                                     | Daiki Nakamura                         | Luca Semeraro                                         |
| Cloni di Starscream | Tom Kenny Tara Strong (Slipstream)                               | Jin Yamanoi Atsuko Tanaka (Slipstream) | Daniele Demma                                         |
| Wasp                | Tom Kenny                                                        | Kenji Nojima                           | Luca Sandri                                           |
| Omega Supreme       | Kevin Michael Richardson (2ª stagione) Phil LaMarr (3ª stagione) | Tesshō Genda                           | Pietro Ubaldi                                         |

Il doppiaggio giapponese della serie inizialmente avrebbe dovuto alterare drasticamente i contenuti della stessa, facendola diventare un prequel ai film live action dei Transformers di Michael Bay; tuttavia, alla fine l'unica cosa fatta per avvicinare le due serie è stato ribattezzare Bulkhead col nome di Ironhide, mentre il personaggio effettivamente chiamato Ironhide è diventato Armorhide.